# Teoria del colore

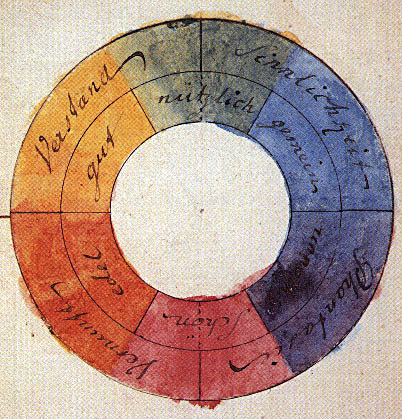
La ruota dei colori di Goethe ne La Teoria dei colori di inizio Ottocento.

La teoria del colore (o anche teoria dei colori) è l'insieme delle conoscenze, delle regole fisiche, degli schemi di colore e delle consuetudini che sono state scoperte o elaborate nel corso della storia dell'umanità.
Tale insieme di conoscenze è stato applicato in passato principalmente alle arti visive, ma con le nuove scoperte e rielaborazioni dell'epoca contemporanea si è arrivati a definire una moderna scienza del colore formalizzata e attualmente trova applicazione anche in altri ambiti, dall'ambito psicologico e medico (come la pseudoscientifica cromoterapia) a quello industriale e tecnologico.

## Storia
Sin dall'antichità ci è cercato di studiare a fondo e scoprire tutti i fenomeni legati alla luce e agli effetti da essa prodotta: già un pseudo-Aristotele pubblicò un trattato, De coloribus, che esamina molti fatti osservati riguardanti allo sviluppo del colore in vari ambiti. Claudio Tolomeo pubblicò nel II secolo un libro, Ottica, in cui si studiano diversi fenomeni dell'ottica, specie della rifrazione tra aria e acqua.

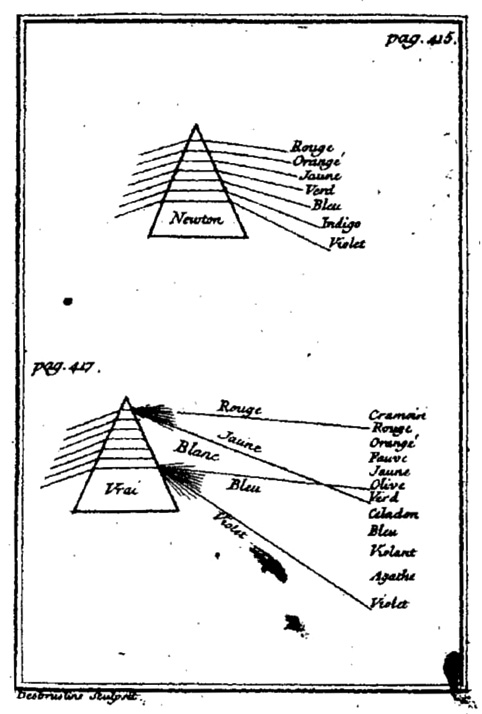
Differenza tra la teoria di Newton (sopra) e la teoria di Louis Bertrand Castel (sotto), ripresa poi da Goethe.

Dopo varie elaborazioni nelle terre arabe e durante il Rinascimento italiano, fu Isaac Newton nel Seicento a iniziare una prima formalizzazione della teoria del colore, elaborando la prima ruota dei colori e scrivendo un trattato fondamentale sull'ottica fisica, l'Opticks. Newton sperimentò la rifrazione della luce con un prisma tetraedrico, osservando la scomposizione della luce bianca in uno spettro di colori completo, oltre a definire la natura stessa della luce come particellare e dare inizio a una polemica plurisecolare su quella che sarebbe divenuta nota ai posteri come la natura duale della luce.
Dopo ulteriori sviluppi, Goethe pubblicò nel 1810 La teoria dei colori, in cui si studiò la natura stessa del colore, la sua percezione da parte della vista umana, la rifrazione, l'aberrazione cromatica e altro ancora. Riprendendo una polemica contro Newton elaborata nel 1740 da Castel, si soffermò sul fatto che la natura della scomposizione della luce dipendesse anche dalla distanza del prisma stesso, oltre ad affermare che esisterebbero solo due colori puri, il giallo e blu (a differenza dei 7 di Newton), che l'oscurità sarebbe un qualcosa di tangibile e che interagirebbe con la luce stessa, oltre ad altre differenze importanti con lo scienziato inglese.
Da quel momento in poi anche l'arte pittorica cominciò ad essere influenza dalle varie teorie dei colori che stavano iniziando a circolare, come nel dipinto dal nome eloquente Luce e colore (la teoria di Goethe) di William Turner, per poi passare alle varie avanguardie europee di fine Ottocento (come l'impressionismo) e inizio Novecento (come le prime forme di dipinti astratti).

## Teoria
La teoria del colore raccoglie nel suo seno tutta una serie di scoperte, definizioni, schematizzazioni e prassi.
Le varie teorie dei colori si sono sviluppate tradizionalmente attorno al concetto centrale di "colore puro" da cui ne deriverebbero altri attraverso vari effetti e percezioni differenziate, piuttosto che sulla descrizione scientifica di un colore stesso (attraverso la  tonalità, la saturazione e il tono).

### Mescolamento dei colori
La teoria classica del colore affermava che esistessero:
- Dei colori primari, ovvero dei colori a partire dai quali si potessero ottenere tutti gli altri. Sono stati individuati diversi modelli di colori primari, sebbene i più usati siano quelli RGB (molto usato in ambito digitale), CMYK e RYB (rosso-giallo-blu, usato per il mescolamento di pigmenti di colore reali, per via sottrattiva);
- Dei colori complementari (ovvero colori che sommati tramite sintesi additiva, formano un colore bianco o grigio), per i quali nella teoria del colore tradizionale si prendono a riferimento i colori del disco di Newton e di altri autori del Settecento od Ottocento, oltre al modello di colori primari rosso-giallo-blu (RYB);
- La creazione di tonalità e sfumature di vario tipo, ad esempio aggiungendo nell'ambito della pittura a un colore una certa quantità di bianco o di nero;

Vi è poi la questione del contrasto dei colori, per cui già a metà Ottocento Michel Eugène Chevreul era giunto alla conclusione che due colori appaiati vengono ciascuno alterati dal colore complementare dell'altro.

### Modelli cromatici
Molti autori si sono posti il problema della razionalizzazione cromatica ideando vari modelli cromatici, tra i quali:
- Franciscus Aguilonius,1613
- Athanasius Kircher,1646
- Isaac Newton,1672
- Wolfgang Goethe,1810
- Arthur Schopenhauer,1816
- Cerchio cromatico di Chevreul, 1839
- James Clerk Maxwell,1861
- Vasilij Vasil'evič Kandinskij,1912
- Sistema Munsell dei colori,1915
- Johannes Itten,1921, 1961
- Paul Klee,1922
- Ncs,1969

Modelli cromatici
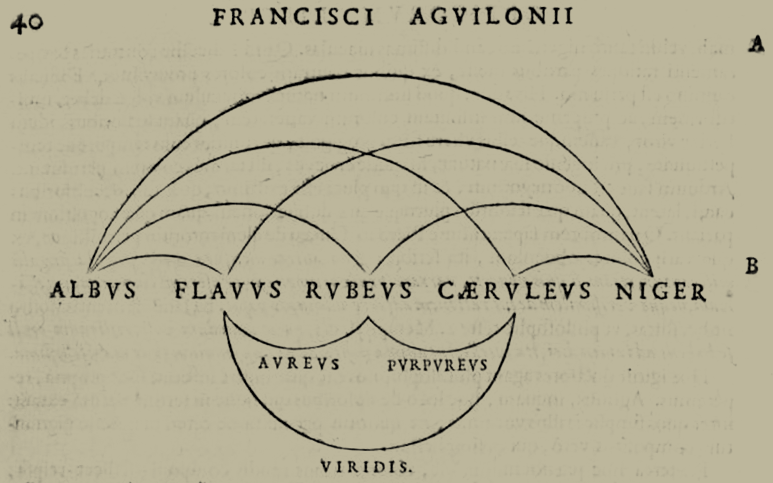
Modello di Franciscus Aguilonius (1613)
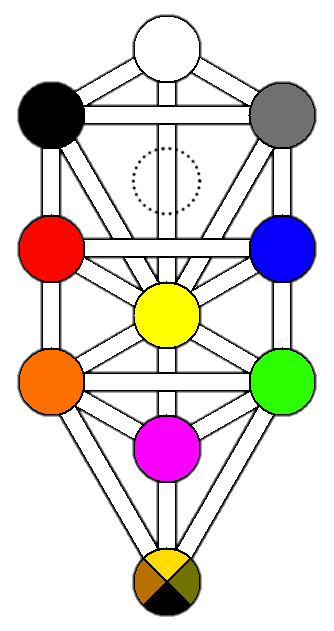
Modello di Athanasius Kircher (1646)
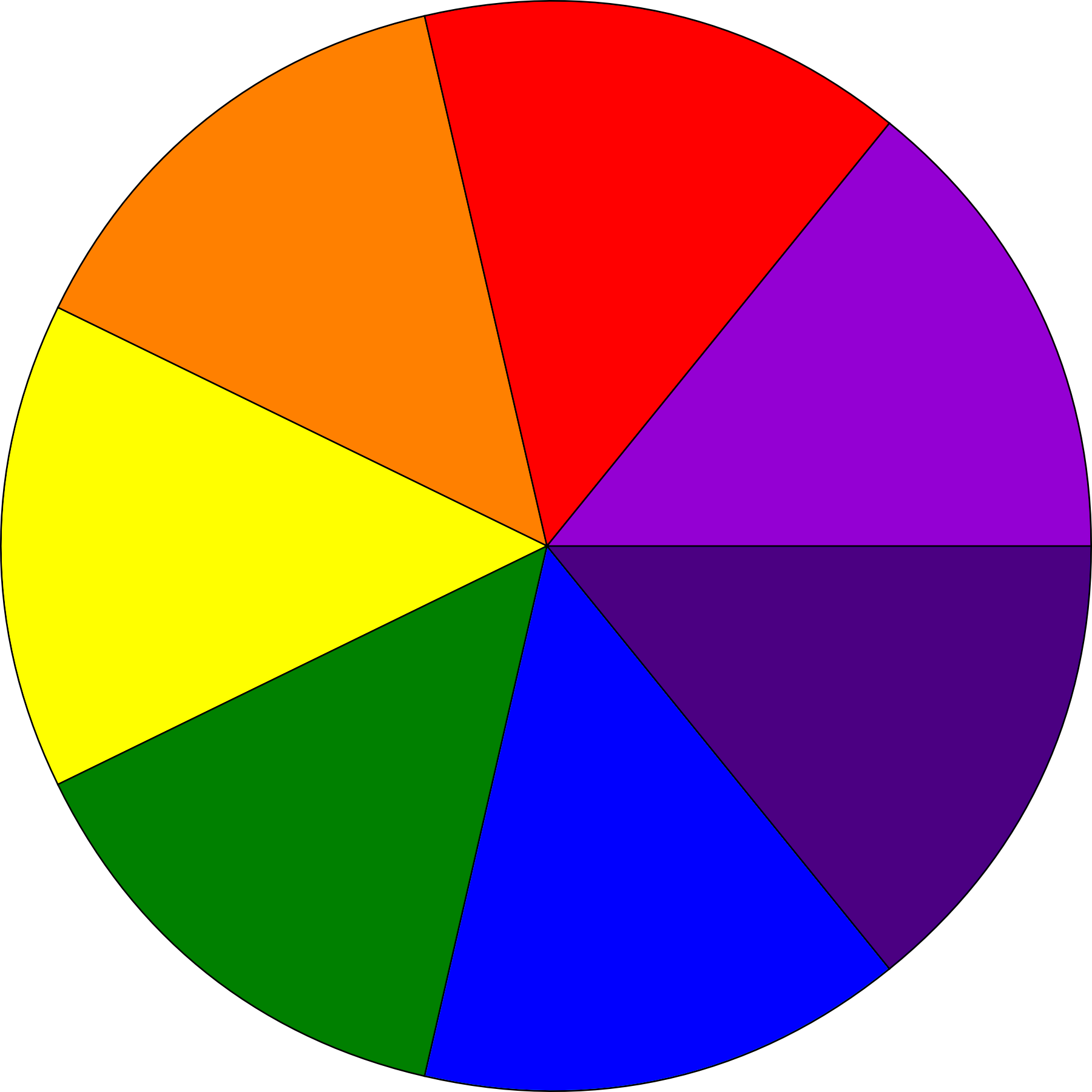
Disco di Newton (1672)
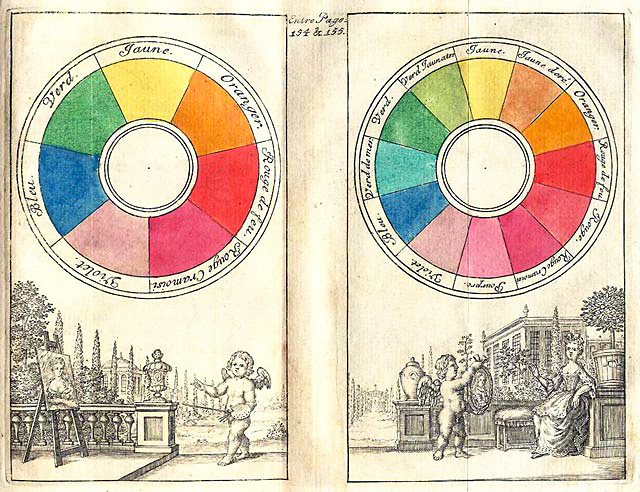
Modello attribuito a Claude Boutet (1708)
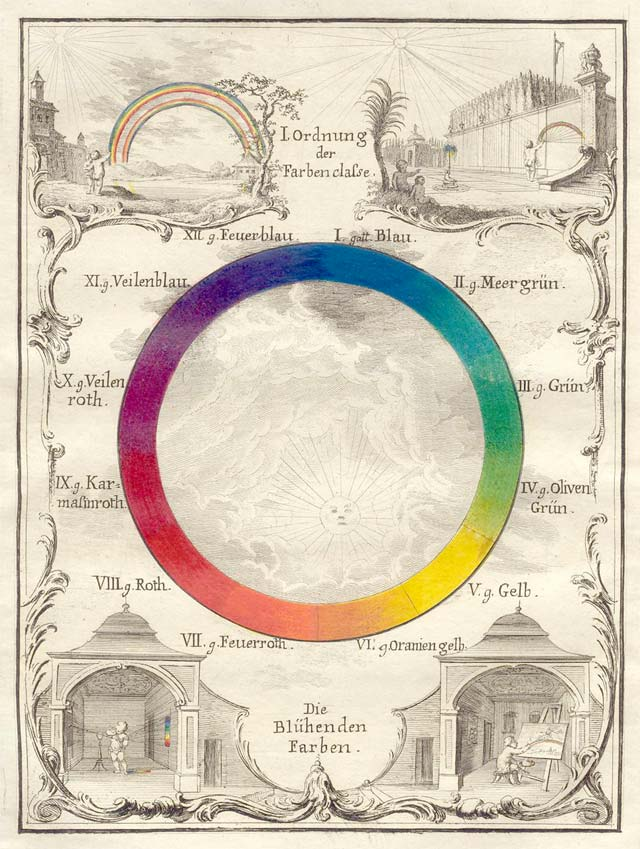
Modello di Ignaz Schiffermüller (1772)
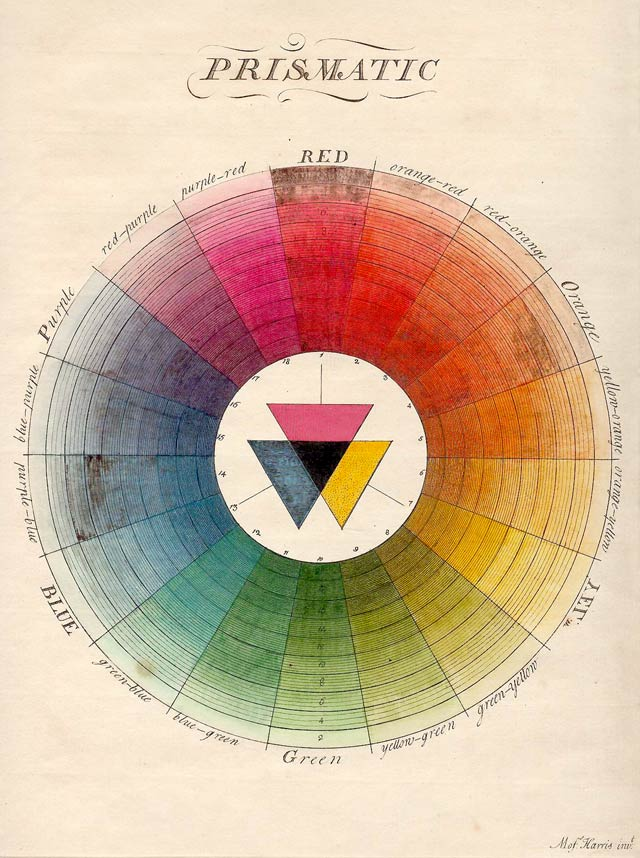
Modello di Moses Harris (1776)
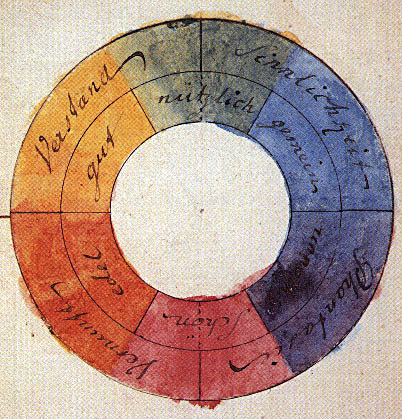
Modello di Goethe (1810)
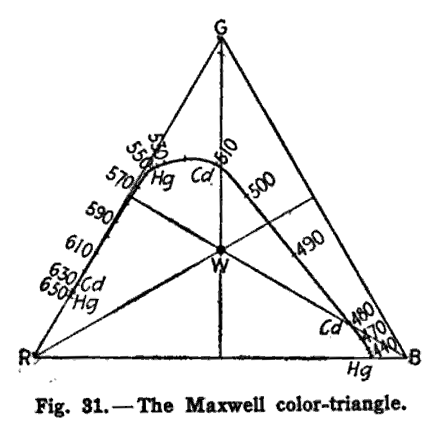
Modello di Maxwell (anni '60 dell'Ottocento / pubblicato da: Luckiesh, 1921)
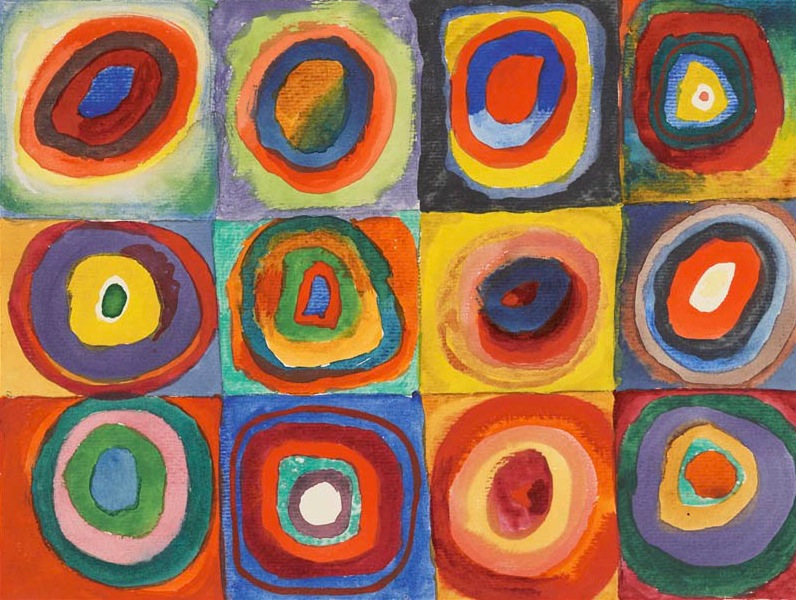
Esempio di applicazione del modello di Kandinskij da parte dell'autore stesso (1913)
Sistema Munsell dei colori - parte 1 (1915)
Sistema Munsell dei colori - parte 2 (1915)
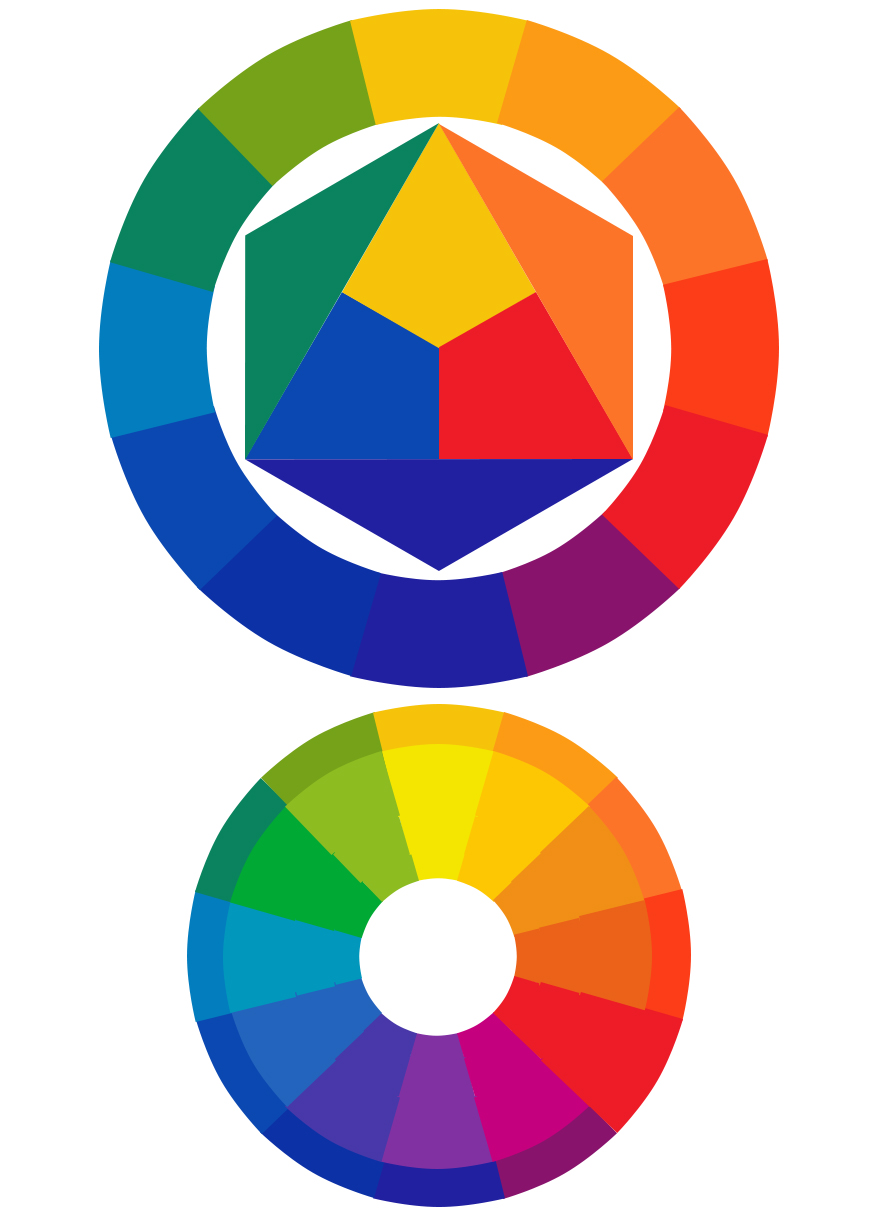
Modello di Johannes Itten (anni '20 / 1961)
Colori primari del modello NCS (1964)